# László Bíró
László József Bíró (ur. jako László József Schweiger 29 września 1899 w Budapeszcie, zm. 24 października 1985 w Buenos Aires w Argentynie) – węgierski wynalazca i dziennikarz. Przypisuje mu się wynalezienie długopisu w dzisiejszej formie.

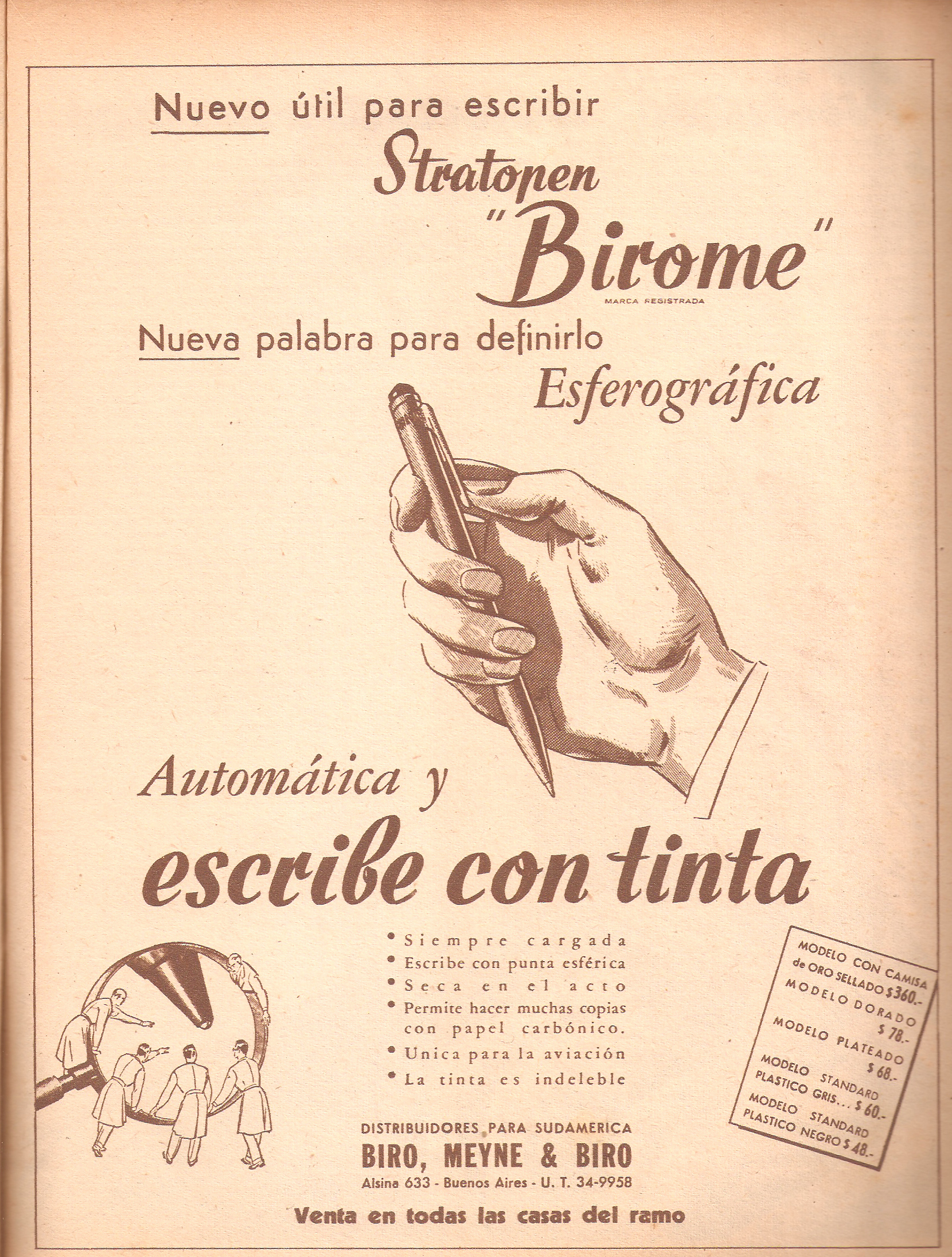
Reklama długopisu (nazywanego birome) w gazecie argentyńskiej „Leoplán”, 1945

## Życiorys
Bíró zauważył, że farba drukowa używana do drukowania gazet szybko wysycha. Jednak atrament użyty w piórze rozmazywał się na kartce, zanim zasechł. Razem ze swoim bratem Györgyem, chemikiem, skonstruował nowy rodzaj przyboru do pisania. Wynalazcy opatentowali swój wynalazek w 1938, ale zrobili to nie na Węgrzech, lecz w Paryżu.

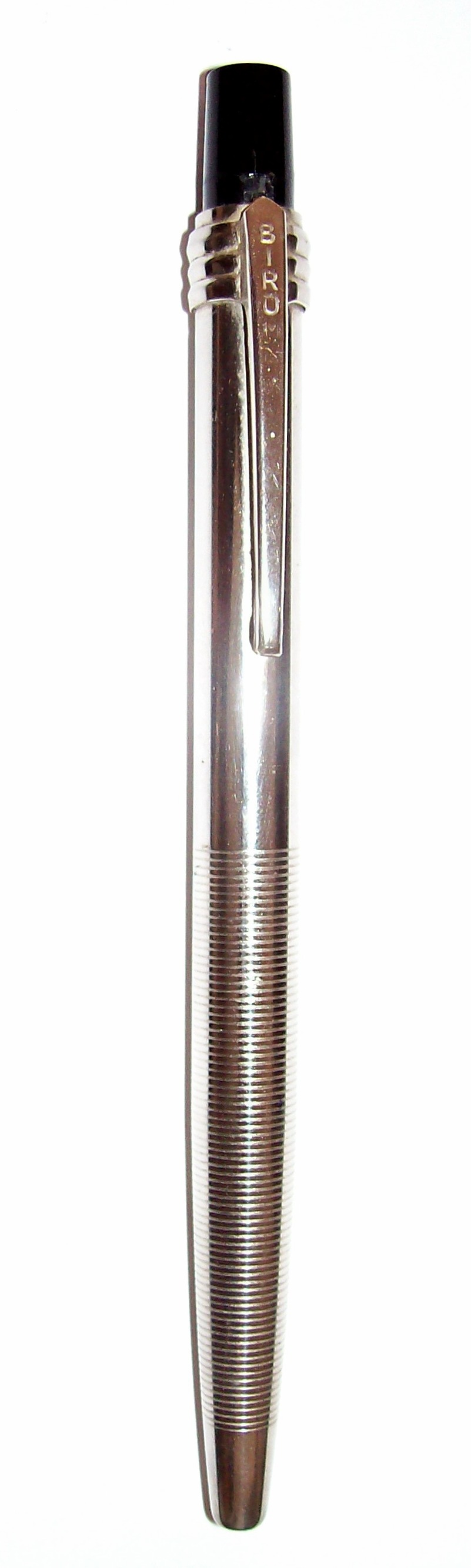
Długopis birome

W końcu 1938 roku László Bíró wraz z żoną Elzą Schick oraz córką opuścił Węgry, uciekając przed prześladowaniami ze strony faszystów węgierskich. Zatrzymał się w Paryżu, lecz po zajęciu go przez Niemców musiał uciekać dalej, do Argentyny.
W 1943 bracia Bíró założyli w Argentynie fabrykę produkującą ich wynalazek. Nowe długopisy spodobały się Brytyjczykom, którzy wyposażyli w nie załogi samolotów wojskowych. Od nazwiska wynalazcy bierze się alternatywne określenie długopisu w angielszczyźnie brytyjskiej: nie tylko pen, ale potocznie także biro.
W 1950 Marcel Bich zakupił od Bíró patent na długopisy, które stały się głównym produktem przedsiębiorstwa Bic.